# Phelipanche perangustata
Phelipanche perangustata är en snyltrotsväxtart som först beskrevs av M.J.Y.Foley, och fick sitt nu gällande namn av M.J.Y.Foley. Phelipanche perangustata ingår i släktet Phelipanche och familjen snyltrotsväxter. Inga underarter finns listade i Catalogue of Life.